# VDSL
VDSL (англ. Very-high data rate Digital Subscriber Line, надвисокошвидкісна цифрова абонентська лінія) — найсучасніше xDSL рішення, продукт еволюції і конвергенції технологій ADSL та G. SHDSL . У порівнянні з ADSL, VDSL має значно більш високу швидкість передачі даних: від 13 до 52 Мбіт/с у напрямку від мережі до користувача (Downstream) і до 11 Мбіт/с від користувача до мережі (Upstream) при роботі в асиметричному режимі; максимальна пропускна здатність лінії VDSL при роботі в симетричному режимі становить приблизно 26 Мбіт/с у кожному напрямку передачі. Залежно від необхідної пропускної здатності і типу кабелю довжина лінії VDSL лежить в межах від 300 метрів до 1,3 км. 
Надання користувачеві таких високих пропускних спроможностей можливо тільки в змішаній мідно-оптичній мережі доступу, до якої традиційна мережа доступу на металевих кабелях буде мігрувати в міру появи нових застосувань і пов'язаного з цим збільшенням числа користувачів, які потребують таких високих пропускних здатностей технології VDSL.